# Jaume Aragó
Jaume Aragó (en francès, Jacques Arago) (Estagell, 10 de maig del 1790 – Rio de Janeiro (Brasil), 1854) fou un nord-català, escriptor dramàtic en francès, dibuixant i explorador, que recorregué el món amb el llapis a punt.

## La família Aragó
Fill del cònsol major d'Estagell Francesc Bonaventura Aragó, va ser un dels sis germans Aragó:
- Francesc Aragó (François Arago, 1786 - 1853), científic, el més famós dels quatre.
- Joan Aragó (Jean Arago, 1788 - 1836), general al servei de Mèxic.
- Jaume era el tercer dels germans.
- Víctor Aragó (Victor, 1792-1867), enginyer, militar.
- Josep Aragó (Joseph, 1796-1860), militar a l'exèrcit mexicà.
- Esteve Aragó (Étienne Arago, 1802 - 1892), escriptor i polític.

## Biografia
De llengua materna catalana, va escriure sempre en francès. El seu germà Francesc, quan va esclatar la Guerra del Francès el maig del 1808, es trobava a Mallorca mesurant el meridià que va definir la unitat del metre. Gràcies al fet que parlava català, va salvar-se d'un linxament fent-se passar per pagès mallorquí. Jaume escriuria més tard Pujol, chef des Miquelets, en què descrivia un curiós episodi de la guerra.
Amb vint anys, Jaume Aragó va viatjar per tot el Mediterrani. El 1817, s'embarcà com a dibuixant al vaixell Uranie de Freycinet durant el seu viatge de circumnavegació del planeta. Va publicar una relació del viatge que va tenir èxit.
De tornada a França, funda diversos periòdics i escriu obres de teatre. El 1837, es va tornar cec, però continuà escrivint. El 1842, el metge de l'expedició de Dumont d'Urville (1837-1840) li encarregà la redacció del seu viatge. El 1849, decidí fer una segona volta al món: s'embarcà cap a Xile i visità les illes Marqueses, Nova Caledònia, Hawaii i Tahití. Es feu amic de la reina Pomaré, que l'anomenava Matapo ('Nit als ulls'), i mantingueren llargues converses, que recollí en el llibre Deux Océans. A Hawaii, conegué el mataroní Francesc Manini, mà dreta del rei Kamehameha I.
Arran d'una discussió en una impremta en què li van fer notar que les lletres més utilitzades són la a i la e, acceptà el repte d'escriure el Viatge al voltant del món sense utilitzar la lletra a. Al cap de vuit dies, presentava el seu lipograma en trenta-dos folis. Aconseguí fer un relat àgil sense cap lletra a, i només es va veure forçat a fer alguns circumloquis en indicar els topònims. Per exemple, per anomenar les illes Marqueses diu que són les illes que s'han quedat sense nom després que la República abolís els títols nobiliaris. Trenta anys després de la seva publicació es va descobrir un error a la paraula serait.
A París, va conèixer el jove Jules Verne i el va ajudar a establir-se i a escriure la seva primera obra de maduresa, Els primers vaixells de la marina mexicana (1851).
Va morir al Brasil el 1855, mentre visitava el seu amic, l'emperador Pere II. Va deixar escrit un llibre de gran qualitat: La seva vida agitada.

## Obres
- Promenade autour du monde pendant les années 1817-1820, sur les corvettes du roi l'Uranie et la Physicienne, commandées par M. Freycinet (1822).
- Promenades historiques, philosophiques et pittoresques dans le département de la Gironde (1829).
- Un noviciat diplomatique (1834).
- Le Cadet de Gascogne (1836), vodevil.
- Souvenirs d'un aveugle: Voyage autour du monde (1838).
- Pujol, chef des Miquelets (1840).
- Voyage autour du monde de l'Astrolabe et de la Zélée, sous les ordres du contre-amiral Dumont-d'Urville, pendant les années 1837, 38, 39 et 40 (1843).
- Curieux voyage autour de monde, o també Voyage autour du monde sans la lettre A (1853), lipograma.
- Deux océans (1854).